# Heinz W. Müller
Heinz W. Müller (* 1950 in Bern) ist ein Schweizer Journalist.
Müller war zunächst Lehrer und wandte sich 1977 dem Journalismus zu. Er war beim Berner Tagblatt und nach der Fusion mit den Berner Nachrichten BN bei der Berner Zeitung engagiert, dann bei der Zeitschrift Zivilschutz als Chefredaktor und Zentralsekretär. Von 1986 bis 1996 arbeitete er für die Tageszeitung Bund im Bereich Lokales. Er spezialisierte sich zudem auf die Themen Bahn und Aviatik. Anschliessend war er bei der Zeitschrift Touring des Touring Clubs Schweiz tätig, wo er von 1998 bis 2001 als Chefredaktor amtete. Müller war ein echter "Rückkehrer": Von 2001 bis 2002 war er, wiederum beim "Bund", stellvertretender Chefredaktor, danach in derselben Funktion wieder bei der Zeitschrift Touring. Dort spezialisierte er sich auf die Verkehrspolitik und allgemeine Mobilitätsthemen (Verkehrssicherheit, Bahn, Aviatik). Noch heute ist er Mitglied der Bahnjournalisten Schweiz sowie des Journalistenverbands Impressum. Seit seiner Pensionierung ist er, wie schon zuvor in seiner Freizeit, ehrenamtliches Redaktionsmitglied der in der Regel jeden Monat erscheinenden Dorfzeitung "Dr Wecker" von Bremgarten bei Bern. Diese Zeitung wird auch im Stadtberner Quartier Felsenau sowie die Gemeinde Kirchlindach verteilt, welche an Bremgarten angrenzen.